# Jayabahu I
Jayabahu Ier  règne entre 1110 et 1111  comme roi du royaume de Polonnaruwa dans l'actuel Sri Lanka.

## Règne
Jayabahu est le demi-frère cadet et successeur de Vijayabahu Ier qui exercait l'office de vice-roi depuis la mort de l'un de ses aînés Virabahu. Son pourvoir est contesté par son neveu, fils de son frère, Vikramabahu I qui le défait et le dépose après une année de règne. Jayabahu se retire à Ruhuna comme souverain nominal et il meurt dans l'obscurité